# Borsalino (copricapo)

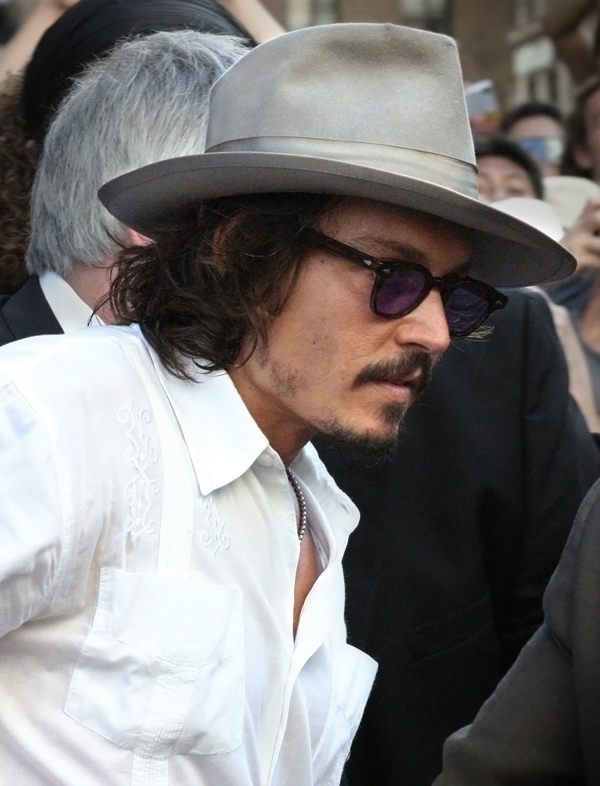
Johnny Depp con un borsalino

Il borsalino è un cappello invernale di feltro soffice che è incavato nella sua lunghezza sotto la corona. La cupola è a tronco di cono, pizzicottata nella parte anteriore da entrambe le parti, la tesa è di media larghezza. Il nome è un marchio registrato dall'azienda italiana di abbigliamento Borsalino, divenuto un nome comune per antonomasia.
È conosciuto in alcuni paesi anche come fedora, ma si distingue per la larghezza della tesa. Il borsalino presenta una tesa larga 6 cm e con una consistenza piuttosto rigida; il Fedora ha una tesa più larga, mediamente di 7,5 – 8 cm e con una mano decisamente più morbida che si può facilmente piegare di lato o in giù. Anche i cappelli simili con una C-crown (una calotta per la testa in cima alla corona) vengono chiamati fedore. Il bordo lo circonda tutto e spesso è presente pure una fascia. Il cappello trilby è simile a un borsalino ma ha di solito un bordo più corto e il retro del bordo è più alzato.
È stato usato dalla fine dell'800 fino agli anni 1950. Era usato nello sport, e più tardi dagli uomini, perché andava di moda. Ha una fascia di stoffa più scura che lo circonda.

## Storia

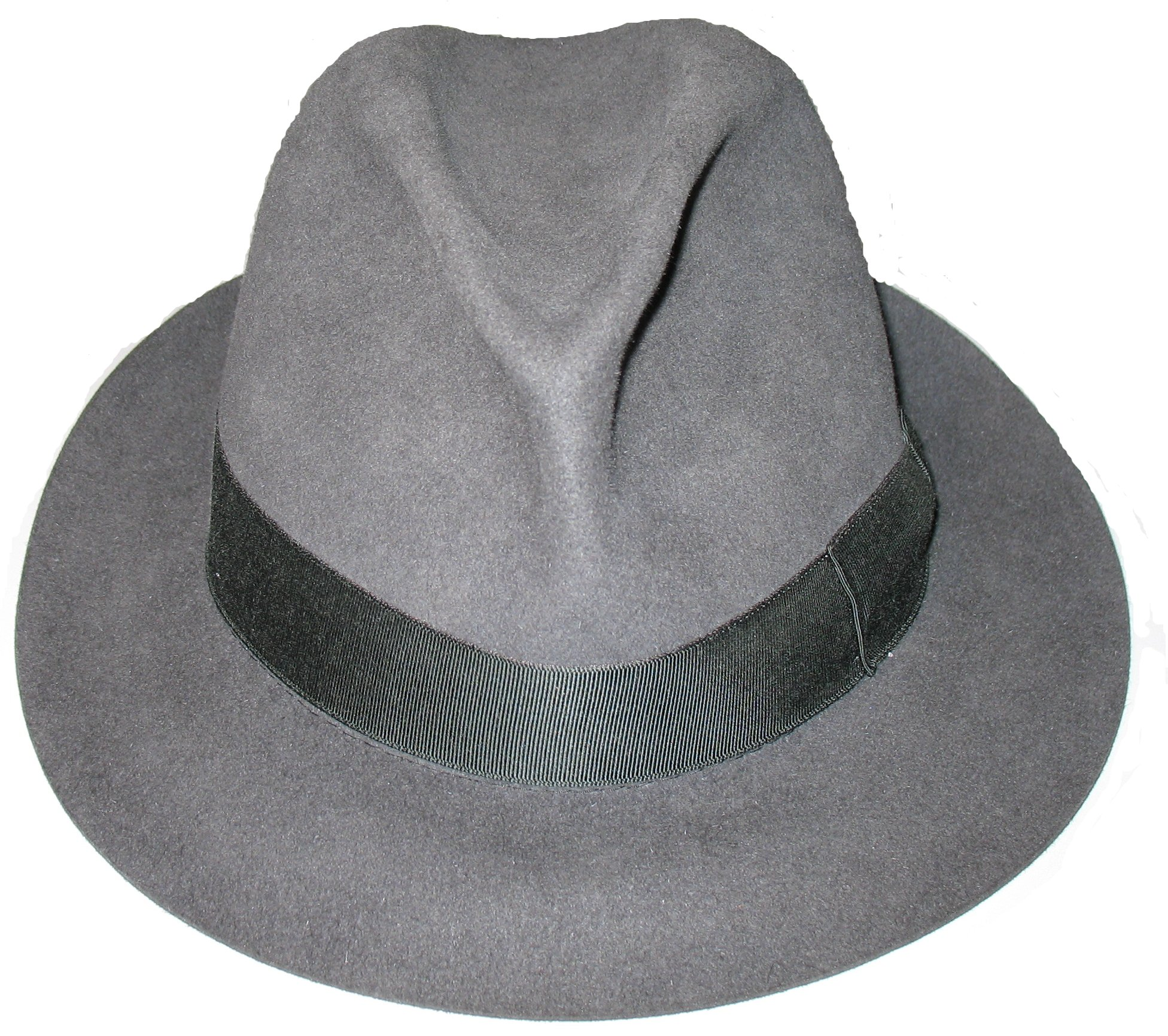
Un borsalino prodotto dall'omonima azienda

Originariamente una moda femminile del XX secolo, il borsalino veniva usato intorno al 1920 come accessorio da uomini della classe agiata. La sua popolarità aumentò vertiginosamente fino a sostituire la Lobbia, cappello simile nella forma, negli anni '30. È possibile trovare i borsalini in ogni colore ma il nero, il marrone e il rosso sono quelli più comuni.
Il termine fedora entrò nell'uso a partire dal 1891. La parola deriva dal titolo di una sceneggiatura del 1882 di Victorien Sardou, scritta per Sarah Bernhardt. La commedia fu messa in scena per la prima volta in America nel 1889. Sarah interpretava la principessa Fedora, l'eroina della commedia, indossando un cappello simile a un borsalino. La fedora diventò una moda femminile che durò fino alla prima parte del XX secolo. Quando il borsalino divenne una moda maschile, veniva spesso usato in città perché elegante, perché consentiva di proteggere la testa dal vento e dalle intemperie, e per il fatto che poteva essere arrotolato quando non serviva. A partire dalla prima metà del XX secolo, molti charedì e altri ebrei ortodossi indossavano borsalini neri e continuano tuttora.
Come la bombetta, il borsalino ha perso popolarità alla fine degli anni '50 - inizio anni '60. Il cappello ha perso interesse anche prima nella West Coast degli Stati Uniti, nota per l'abbigliamento più casual. L'assottigliamento di colletti e cravatte risultò in cappelli con bordi più corti; il borsalino veniva quindi ritenuto non essenziale. Inoltre la riduzione di dimensione delle auto della metà degli anni '50 rendeva difficile indossare un cappello durante la guida. Agli inizi degli anni '70 il borsalino era considerato una moda finita e adottata solo da uomini anziani o più tradizionali. Nelle recenti stagioni di moda, tuttavia, il borsalino è stato oggetto di un revival. Anziché grigie, marroni e nere, le fedore ora hanno diversi colori e motivi. La più comune è quella a scacchi ma se ne vedono molte nere con strisce bianche.

## Cultura di massa

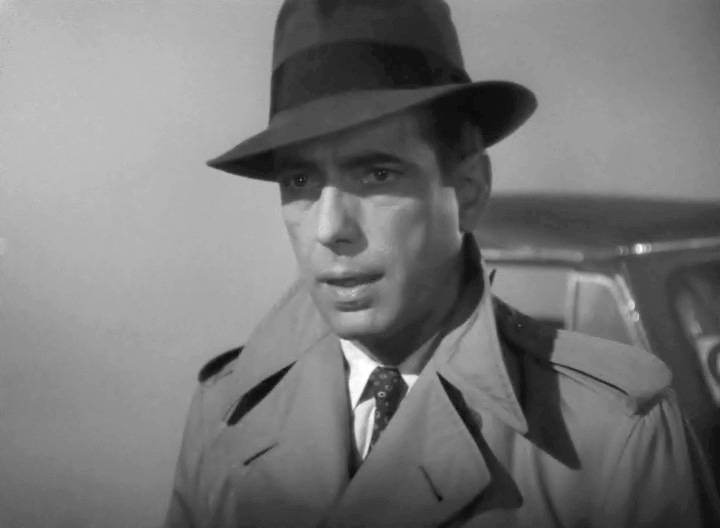
Humphrey Bogart in Casablanca con un cappello borsalino

Divenuto famoso soprattutto per essere stato usato abitualmente da personaggi celebri, quali Al Capone, Federico Fellini e François Mitterrand, fa parte della storia del cinema grazie ad attori come Humphrey Bogart, Harrison Ford (nella parte di Indiana Jones), Dan Aykroyd e John Belushi nel film The Blues Brothers e Robert Englund nel ruolo di Freddy Krueger.
Il cappello viene talvolta associato ai gangster dell'era del proibizionismo e ai detective che cercavano di portarli di fronte alla giustizia. 
Nei film di Hollywood degli anni quaranta a indossarlo erano solitamente personaggi quali i detective privati e i gangster, o personaggi che interpretavano la parte del duro. L'abito solitamente indossato era un trench, e il personaggio di Humphrey Bogart in Casablanca ne è un esempio famoso. Benché il borsalino fosse divenuto popolare 30 anni dopo l'era dei cowboy (1865-1890), è comune nella maggior parte dei film western. Esso fu associato anche ai personaggi dei film noir. Nei vecchi B-movie, e nella serie di Indiana Jones, il borsalino serviva a coprire il volto per consentire alle controfigure di effettuare le peripezie più pericolose con più facilità.
In particolare la manifattura di Alessandria concede l’uso del proprio nome a due pellicole cult degli anni Settanta: Borsalino e Borsalino and Co.. L’idea è di Alain Delon e Borsalino accetta a patto che sulle locandine appaia il logo dell’azienda.
I film che hanno un esplicito riferimento al borsalino anche nel titolo:
- Borsalino, del 1970 con Alain Delon
- Il clan dei due Borsalini, del 1971 con Franco Franchi e Ciccio Ingrassia
- Borsalino and Co., del 1974 con Alain Delon
- Clouzot & C. contro Borsalino & C., del 1977 con Richard Harrison

Nel 2011 il Museo della Triennale di Milano ha ospitato la mostra Il cinema con il cappello. Borsalino e altre storie.